# Scrancia
Scrancia is een geslacht van vlinders van de familie tandvlinders (Notodontidae).

## Soorten
- S. accipiter (Schaus, 1893)
- S. aesalon Kiriakoff, 1967
- S. africana (Aurivillius, 1904)
- S. agrostes Kiriakoff, 1962
- S. albidorsa Gaede, 1930
- S. albiplaga (Gaede, 1928)
- S. amata Fawcett, 1916
- S. angustissima Kiriakoff, 1962
- S. arcuata Kiriakoff, 1962
- S. argyrochoa Kiriakoff, 1962
- S. argyrochroa Kiriakoff, 1962
- S. astur Kiriakoff, 1962
- S. atribasalis Kiriakoff, 1967
- S. atrifasciata Gaede, 1928
- S. atrifrons Hampson, 1910
- S. brunnescens Gaede, 1928
- S. buteo Kiriakoff, 1968
- S. cadoreli Viette, 1972
- S. corticalis Kiriakoff, 1965
- S. cupreitincta Kiriakoff, 1962
- S. danieli Kiriakoff, 1962
- S. discomma Jordan, 1916
- S. dryotriorchis Kiriakoff, 1968
- S. elanus Kiriakoff, 1971
- S. erythrops Kiriakoff, 1962
- S. expleta Kiriakoff, 1962
- S. galactopera Kiriakoff, 1962
- S. galactoperoides Kiriakoff, 1970
- S. hypotriorchis Kiriakoff, 1967
- S. ioptila (Viette, 1955)
- S. lactea Gaede, 1928
- S. leucopera Hampson, 1910
- S. leucosparsa Kiriakoff, 1964
- S. margaritacea Gaede, 1928

- S. melierax Kiriakoff, 1965
- S. milvus Kiriakoff, 1971
- S. modesta Holland, 1893
- S. nisus Kiriakoff, 1967
- S. oculata Kiriakoff, 1962
- S. osica Kiriakoff, 1967
- S. paucinotata Kiriakoff, 1962
- S. pinheyi Kiriakoff, 1965
- S. piperita Kiriakoff, 1962
- S. polyphemus Kiriakoff, 1962
- S. prothoracalis Strand, 1911
- S. pyralina Kiriakoff, 1964
- S. quinquelineata Kiriakoff, 1965
- S. rachitica Kiriakoff, 1962
- S. rothschildi Kiriakoff, 1965
- S. sagittata Gaede, 1928
- S. stictica Hampson, 1910
- S. subrosea Gaede, 1928
- S. subscrancia Kiriakoff, 1970
- S. tephraea (Bethune-Baker, 1911)
- S. tinnunculus Kiriakoff, 1967
- S. tridens Kiriakoff, 1963
- S. tuleara Kiriakoff, 1963
- S. vaga Kiriakoff, 1962
- S. viridis Gaede, 1928